# Академическая конференция по реформе белорусского правописания и азбуки

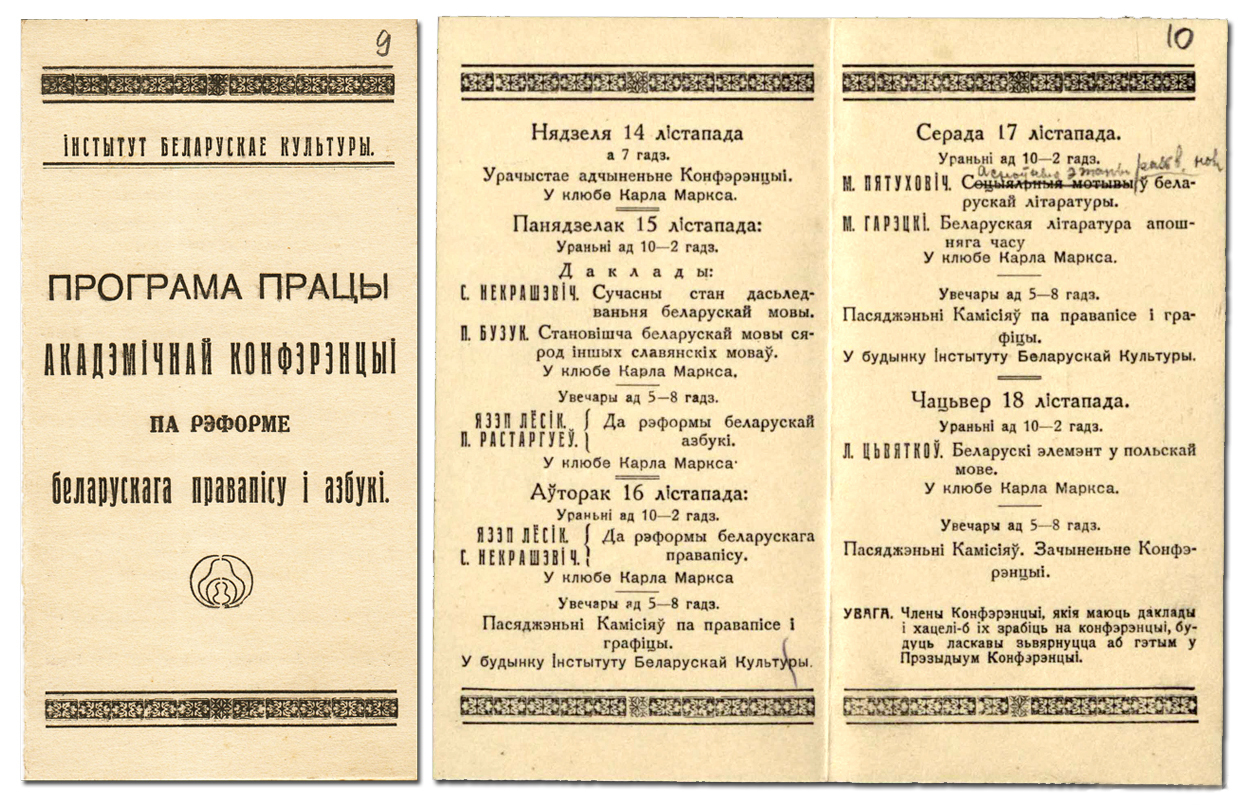
Программа Академической конференции по реформе белорусского правописания и азбуки (1926 год)

Академи́ческая конфере́нция по рефо́рме белору́сского правописа́ния и а́збуки (бел. Акадэмічная канферэнцыя па рэформе беларускага правапісу і азбукі) была организована Институтом белорусской культуры и состоялась в Минске 14-21 ноября 1926 года. Конференция оказалась не только значимым событием в истории белорусской лингвистики, но и крупным политическим мероприятием. Она стала первым крупным международным лингвистическим форумом в СССР, темой которого являлся один из языков Советского Союза. Совместная работа белорусских и зарубежных специалистов позволила обобщить результаты белорусских лингвистических исследований и обозначить направления дальнейших исследований. Материалы конференции не были приняты в качестве официальных сводов правил, однако стали авторитетным материалом, использовавшимся при дальнейшей разработке норм орфографии белорусского языка.

## Причины проведения конференции
В середине XIX века началось формирование белорусского литературного языка. Он не наследовал письменную традицию западнорусского языка и опирался на живые белорусские диалекты того времени. Поскольку белорусский язык не признавался самостоятельным, он не использовался на официальном уровне и не был кодифицирован. Белорусские тексты отличались непоследовательностью в орфографии и грамматике. Во время революции 1905—1907 годов российские власти пошли на либерализацию в различных сферах общественной жизни, в том числе ввели 24 ноября 1905 года закон о свободе печати. Среди прочего он позволил публиковать художественные произведения на белорусском языке. В легальных печатных изданиях в 1906—1915 годах начали складываться правила орфографии, которые, однако, не были чётко описаны и проиллюстрированы примерами и потому часто нарушались. В 1917—1918 годах были сделаны первые попытки кодифицировать орфографию и грамматику белорусского языка: вышли справочники братьёв Язепа и Антона Лёсиков, Болеслава Пачопки, Рудольфа Абихта и Яна Станкевича. Но наиболее проработанной работой, получившей наибольшее распространение, стала «Белорусская грамматика для школ» Бронислава Тарашкевича.
В 1920-х годах в связи с проведением политики белорусизации сфера применения белорусского языка и интенсивность его использования существенно выросли. В изменившихся условиях обнаружились проблемы грамматики Тарашкевича: недостаточная проработка некоторых вопросов орфографии и избыточная сложность отдельных правил. Проблема стала более актуальной, когда белорусский язык получил статус государственного языка БССР. В 1925—1926 годах в печати состоялась дискуссия о нерешённых проблемах орфографии и графики. Поднятые вопросы было решено обсудить на конференции.
Другая важная причина проведения конференции — политическая. Форум должен был продемонстрировать единство Коммунистической партии Белоруссии с представителями национиального движения из Западной Белоруссии и белорусской политической эмиграции, подчеркнуть успешность национальной политики СССР, повлиять на отношение интеллигенции к партии.

## Проведение конференции

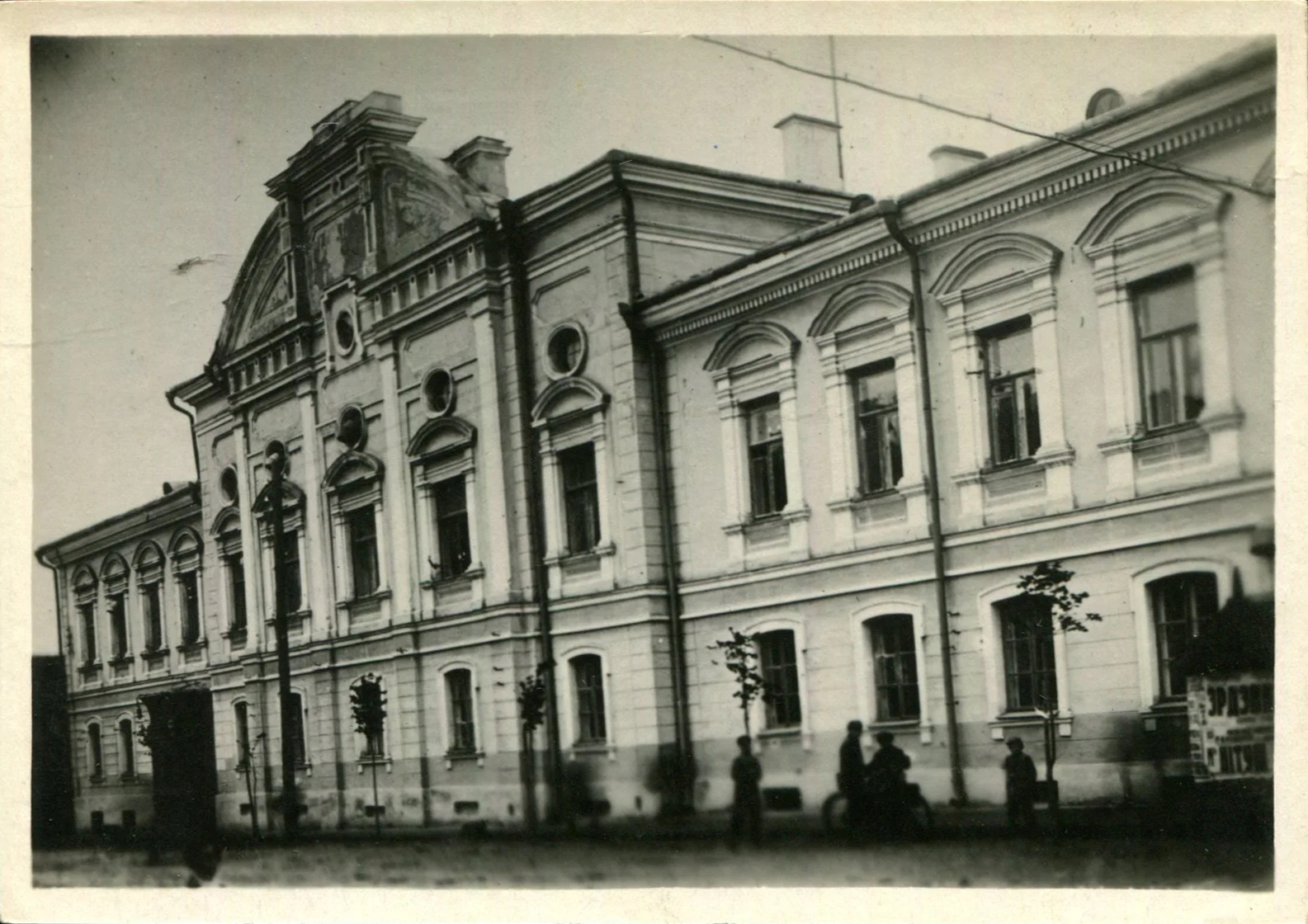
Здание клуба им. Карла Маркса, в котором проходила часть заседаний конференции (не сохранился).

Конференция проходила в городе Минске. В день открытия город был празднично украшен, агитационные автомобили возили по городу информационные плакаты, посвящённые достижениям белорусизации. В столовой центрального рабочего кооператива был дан праздничный ужин, который посетили лидеры партии и правительства. Во время конференции проводились политические и культурные мероприятия белорусского национального характера, в том числе празднование двадцатилетия творческой работы Якуба Коласа, открытие Второго белорусского государственного театра в Витебске и концерт белорусской музыки в день закрытия. В государственных учреждениях и на предприятиях проходили собрания и митинги, которые посещали участники конференции. Большое внимание мероприятию уделялось в прессе: публиковались информация о проведении заседаний, доклады и отдельные выступления, приветственные телеграммы от белорусов зарубежья, биографии участников конференции. В газете «Советская Белоруссия» были напечатаны интервью с Вацлавом Ластовским и Константином Езовитовым. Конференция пользовалась вниманием публики: во время заседаний зал всегда был полностью заполнен зрителями.

## Работа конференции

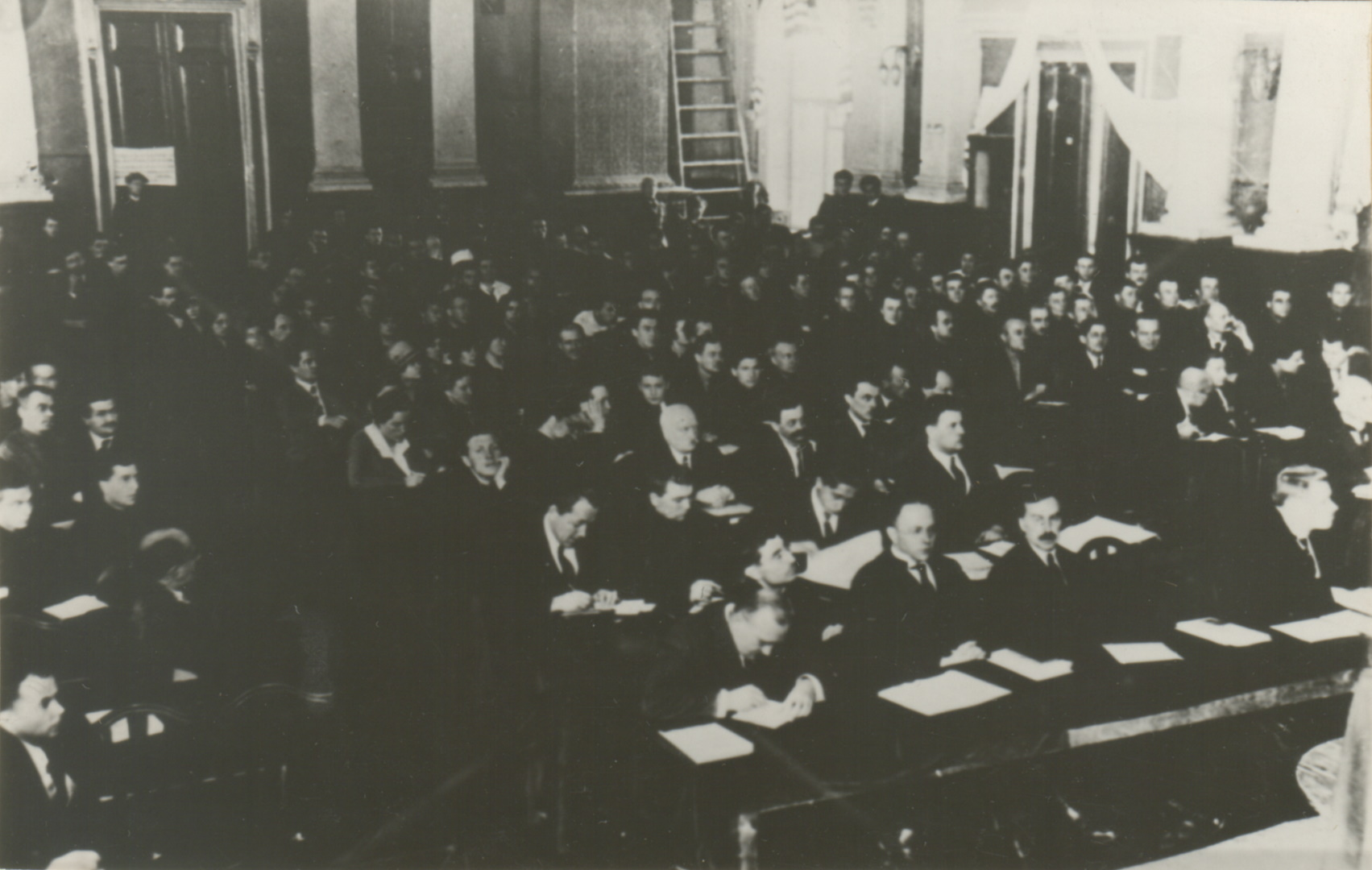
В зале заседаний конференции

Конференция включала в себя прослушивание пленарных докладов и работу в составе комиссий. В её задачи входило не только реформирование белорусского правописания и алфавита, но и оценка состояния и перспектив белорусской культуры в целом, поэтому выступления затрагивали более широкие темы.

### Доклады по языкознанию
В докладе «Современное состояние исследования белорусского языка» (бел. «Сучасны стан даследавання беларускай мовы») Степан Некрашевич предоставил обзор всех научных работ, посвящённых белорусскому языку, которые были опубликованы за последние пять лет. Также Некрашевич описал структуру работы языковых комиссий Института белорусской культуры: терминологической, словарной и фольклорно-диалектологической. Особенно впечатлила зарубежных гостей конференции эффективность работы Словарной комиссии.
Пётр Бузук выступил с рефератом «Положение белорусского языка среди прочих славянских языков» (бел. «Становішча беларускай мовы сярод іншых славянскіх моваў»). В своём выступлении он продемонстрировал своё видение границ распространения белорусского языка, а также пришёл к выводу, что белорусский язык не происходит из древнерусского языка, а является непосредственным потомком праславянского языка: по мнению Бузука, «языковые данные говорят против прарусского единства». Последнее утверждение вызвало дискуссию, поскольку некоторые участники придерживались теории существования единого предка белорусского, русского и украинского языков.
Также планировалось выступление Льва Цветкова с темой «Несколько слов о белорусском элементе в польской лексике» (бел. «Некалькі слоў аб беларускім элемэнце ў польскай лексіцы»), однако в связи с недостатком времени оно было отменено, а текст доклада был напечатан в сборнике материалов конференции.

### Реформа белорусской азбуки
С докладами о реформировании белорусского алфавита выступали Иосиф Лёсик и Павел Расторгуев. В своих выступлениях докладчики отмечали, что алфавит нуждается в изменениях, поскольку, во-первых, не соответствует звуковому оформлению белорусского языка, и во-вторых, не имеет достаточной самостоятельности, поскольку представляет собой лишь слегка изменённый русский алфавит.
И Лёсик, и Расторгуев предложили ввести в белорусский алфавит букву Јј вместо кириллического Йй. Использовать новую букву предлагалось не только вместо й («мој» вместо «мой»), но и для обозначения йотированных гласных: («маја» вместо «мая», «мајој» вместо «маёй», «мајім» вместо «маім»). Написания, в которых буквы е, ё, ю, я обозначают мягкость предшествующего согласного, предлагалось оставить без изменений: «цяжка», «сюды», «сена», «сёлета».
Оба докладчика обратили внимание на аффрикаты Дж и Дз, которые обозначались на письме двумя буквами. Лёсик предлагал ввести буквы Ж и Д с гачеками соответственно: Ж̌ ж̌ и Д̌ д̌. Расторгуев выступал за использование букв сербского алфавита: Ђђ вместо дз и Ћћ вместо дж («ђед» вместо «дзед», «хаћу» вместо «хаджу»).
Предложения Лёсика также включали замену русской буквы Э на букву Є, замена Ы на И, введение буквы Ґ для обозначения взрывного звука [g]. Расторгуев также размышлял, что введение седили для обозначения мягких согласных позволило бы избавиться от букв е, ё, ю, я и мягкого знака целиком. Впрочем, сам докладчик признавал, что в тот момент введение этого изменения было нецелесообразно.
Некоторые члены конференции передали в президиум предложение официально ввести в БССР латинский алфавит в дополнение к кириллическому. Предложение было подписано 40 участниками конференции, в том числе Всеволодом Игнатовским, Максимом Горецким, Степаном Некрашевичем, Якубом Коласом и Дмитрием Жилуновичем. В качестве аргументов приводилась проводившаяся в то время в СССР политика латинизации и существование белорусских изданий, которые печатались в латинской графике. Однако введение латинского алфавита не было обозначено среди целей конференции, и потому инициатива не была обсуждена. Иосиф Лёсик и Павел Расторгуев в своих выступлениях отметили, что выступают против перехода на латинский алфавит.
Для дальнейшего обсуждения реформы белорусского алфавита была создана графическая комиссия, в которую вошли 25 участников конференции. Результатом заседаний комиссии стала следующая рекомендация:
- использовать буквы Ђ вместо Дз и Ћ вместо Дж;
- убрать из алфавита букву Й, использовать вместо неё букву Ј;
- использовать букву Ј для обозначения йотированного звука в начале слога перед гласным; сохранить буквы Е, Ё, Ю, Я для обозначения мягкости предшествующего согласного;
- прочие предложения отклонить.

### Реформа белорусского правописания
Иосиф Лёсик и Степан Некрашевич прочитали доклады о реформах белорусского правописания. Лёсик выступил как сторонник резких и радикальных поправок, он считал, что белорусская орфография находится в кризисе и ориентировался на опыт реформы русской орфографии 1918 года. В докладе, подготовленном совместно с братом Антоном Лёсиком, были вынесены следующие предложения:
- фонетический принцип написания гласных последовательно применять не только для безударных о, которые в белорусском языке пишутся через а, но и для безударных е, передавая их буквой я (например, «пяракул́іць» вместо «перакул́іць»);
- передачу аканья на письме распространить и на заимствованные слова («дабаркадар» вместо «дэбаркадэр»);
- распространить фонетический принцип написания и на согласные, за исключением позиции в конце слова: писать «казьба» вместо «касьба», «ношка» вместо «ножка», «дупка» вместо «дубка» (родительный падеж от «дубок»), «рашка» вместо «ражка» (родительный падеж от «ражок»), однако сохранить написания «дуб», «рог»;
- в начале слов использовать буквы і и у для обозначения кратких звуков («баба і дзед» вместо «баба й дзед», «баба ідзе» вместо «баба йдзе», «мы у хаце» вместо «мы ў хаце» и «вы убілі» вместо «вы ўбілі»);
- не использовать мягкий знак в кластерах согласных для обозначения ассимилятивной мягкости («снег» вместо «сьнег», «каменне» вместо «каменьне»);
- чтобы не нарушать фонетическую передачу яканья, писать на конце существительных и прилагательных в безударной позиции букву і вместо е («у лесі» вместо «у лесе», «леваі рукі» вместо «левае рукі»).

Степан Некрашевич в своём выступлении раскритиковал доклад Лёсика, а его проект оценил как «несерьёзный». Он считал, что белорусское правописание не нуждается в срочных изменениях, а задача конференции — наметить план дальнейшей работы по совершенствованию правописания. В частности, Некрашевич предложил широко исследовать белорусские диалекты, чтобы определить характер требуемых реформ. Из орфографических изменений Степан Некрашевич рекомендовал внести несколько упрощений в тарашкевицу:
- во втором слоге перед ударением писать е, а не я («непрыхільна» вместо «няпрыхільна»);
- в словах «не» и «без» последовательно писать е («не раз» вместо «ня раз», «без шапкі» вместо «бяз шапкі»);
- ввести написание «німа» и «ніхай» вместо «няма» и «няхай»;
- в заимствованных словах безударное этимологическое о писать а, не распространять это правило на этимологическое э («камісія», «канстытуцыя», но «дэпо», «дэлегат»).

Для дальнейшего обсуждения реформы белорусского правописания была создана орфографическая комиссия, в которую вошли 30 участников конференции. Результатом заседаний комиссии стала следующая рекомендация:
- во втором слоге перед ударением всегда писать е, а не я; предложение Лёсика в безударной позиции последовательно писать я вместо е — отклонить;
- в словах «не» и «без» последовательно писать е;
- в заимствованных словах безударное этимологическое о писать а, не распространять это правило на этимологическое э;
- звук [й] в начале слов после гласного писать как і, а не как й;
- отклонить предложение Лёсика о передаче звука [ў] в начале слов после гласного с помощью буквы у, сохранить использование буквы ў;
- отклонить предложение Лёсика применять фонетический принцип написания согласных;
- отклонить предложение Некрашевича писать «німа» и «ніхай» вместо «няма» и «няхай»;
- остальные предложения следует отправить в Орфографическую комиссию Института белорусской культуры для дальнейшего обсуждения.

### Литературоведческая секция
Помимо лингвистических, на конференции были прочитаны и обсуждены четыре доклада по теме литературоведения: «Основные этапы развития новой белорусской литературы» (бел. «Асноўныя этапы развіцця новай беларускай літаратуры») Михаила Петуховича, «Национальный возрожденизм и послеоктябрьский период» (бел. «Нацыянальны адраджанізм i паслякастрычніцкі перыяд») Максима Горецкого, «Исследование белорусской литературы XIX века до 1863 года» (бел. «Даследаванне беларускай літаратуры XIX ст. да 1863 г.») Йозефа Голомбека, «Поэтическое искусство в новейшей белорусской литературе» (бел. «Паэтычнае мастацтва ў навейшае беларускае літаратуры») Александра Вознесенского. В выступлениях рассматривались основные этапы развития белорусской литературы и основные методы её исследования.
Для обсуждения затронутых в докладах вопросов была создана Литературная комиссия, в которую вошли 20 участников конференции. Результатом работы комиссии стала принятая резолюция. Согласно документу, выступления докладчиков всеобъемлюще осветили белорусскую художественную литературу как ценность белорусской и общемировой культуры; особенно ярко ценность белорусской литературы стала осознаваться тогда, когда она перестала быть исключительно национальными явлением и начала распространяться за рубежом. Резолюция отмечала, что новый виток развития белорусская литература получила благодаря Октябрьской революции и последующему государственному, экономически-политическому и национальному строительству БССР. Тем не менее, участники комиссии отметили, что изученность белорусской литературы находится на низком уровне — необходима большая работа по её изучению и создание тематического научно-исследовательского института.

## Оценки и итоги конференции
В результате работы орфографической и графической комиссий были выработаны рекомендации по реформированию белорусского правописания и азбуки. Члены конференции, однако, не предполагали незамедлительного исполнения рекомендаций на практике. Один из пунктов итоговой резолюции гласил:

Принять к сведению и исследовать в дальнейшей работе Отдела Языка и Литературы Инбелкульта доклады и все принятые постановления Правописной, Азбучной и Литературной Комиссий Конференции, а также заявления как групп членов Конференции, так и личные мнения её членов, и нерассмотренные из-за недостатка времени вопросы правописания…
Оригинальный текст (бел.)Прыняць да ведама і дасьледаваньня ў далейшай працы Аддзелу Мовы і Літаратуры Інбелкульту даклады і ўсе прынятыя пастановы Правапіснай, Азбучнай і Літаратурнай Камісій Конфэрэнцыі, а таксама заявы як груп членаў Конфэрэнцыі, так і паасобныя погляды яе членаў, і неразгледжаныя за бракам часу правапісныя пытаньні…

Влияние конференции на белорусский язык двадцатых годов оказалось незначительным: рекомендации не получили официального статуса правила и часто игнорировались. Среди причин можно назвать их недостаточную проработанность и радикальность (введение букв Ђ, Ћ, Ј).
Конференция не оправдала ожидания тех людей, кто хотел реформировать белорусское правописание. Некоторые лингвисты исходно относились к возможностям конференции скептично. Например, доцент Белорусского университета Иосиф Волк-Леонович утверждал, что привычки и традиции общества окажутся сильнее академических попыток усовершенствовать орфографию. Член конференции Николай Бойков считал, что проделанная участниками работа не позволяет окончательно закрыть вопросы реформирования правописания и алфавита. Основным достижением мероприятия стал импульс к проведению новых лингвистических исследований в Беларуси.
Для дальнейшего реформирования правописания в 1927 году была создана Орфографическая комиссия, в которую вошёл ряд членов конференции: председатель Степан Некрашевич, Анатолий Богданович, Иосиф Лёсик, Вацлав Ластовский, Пётр Бузук, Иван Билькевич, Янка Купала, Владислав Чержинский. Комиссия провела 33 заседания и в 1930 году опубликовала издание «Беларускі правапіс (праект). Апрацаваны Правапіснай Камісіяй БАН».
В высших партийных кругах конференция вызвала неоднозначную реакцию. На закрытом заседании бюро ЦК КП(б)Б 26 ноября 1926 года мероприятию была дана положительная оценка, однако критике подвергся Всеволод Игнатовский, председатель комиссии по подготовке конференции. Но уже в декабре первый секретарь ЦК КП(б)Б Александр Крыницкий был вызван в Москву в связи с поступившей информацией о проявлениях национализма в ходе конференции. В своём выступлении он признал, что зал заседания был декорирован в белорусские национальные цвета, а портрет Ленина и Герб СССР были выставлены не в первый день. С другой стороны, он считал, что конференция упрочила в глазах зарубежных гостей позиции Минска как единственного культурно-политического центра Белоруссии и значительную роль СССР в разрешении вопроса угнетённых национальностей. В новом заключении ЦК КП(б)Б от 17 декабря были отмечены негативные моменты: оживление среди некоторых представителей интеллигенции «национал-демократических» тенденций, недостаточная осведомлённость партийных работников о членах белорусского движения, а также сам факт того, что многие участники подписались под предложением ввести латинский алфавит. Было признано ошибкой, что вопрос проведения конференции не рассматривался в ЦК ВКП(б). В январе 1927 года состоявшаяся конференция обсуждалась на X съезде Белорусской коммунистической партии большевиков: она получила положительную оценку, но было отмечено, что коммунисты недостаточно понимают опасность роста национал-демократических настроений среди деятелей белорусской культуры.
Позднее академическая конференция стала оцениваться исключительно негативно. Она была раскритикована в докладе, подготовленном в Центральной контрольной комиссии ВКП(б) под руководством Владимира Затонского. С конца 1929 года пресса называла конференцию «местом, где национал-демократы пробовали демонстрировать свою силу», «генеральным слётом нацдемовских контрреволюционеров», «всемирным контрреволюционным конгрессом белорусов», «открытой демонстрацией национал-демократических контрреволюционных сил». Председатель Государственного политического управления БССР Григорий Рапопорт в октябре 1930 года говорил о «конференции национал-демократов и национал-фашистов».
В рамках борьбы с «национал-демократизмом», развязанной в 1930 году, против белорусской интеллигенции было организовано дело «Союза освобождения Белоруссии». Были арестованы более 100 деятелей культуры и науки БССР, в том числе многие члены конференции. Орфографический проект 1930 года был отклонён как «нацдемовский».
Из-за негативных политических оценок белорусская наука долгое время не могла объективно оценить работу конференции. В тридцатых годах в научных работах регулярно подчёркивалось, что участники конференции руководствовались националистическими мотивами и стремились отдалить белорусское правописание от русского. Это спорный тезис, поскольку среди обсуждаемых предложений звучали и те, которые сближали белорусскую и русскую орфографии: сузить применение буквы ў; ввести букву и; отменить передачу ассимилятивной мягкости с помощью мягкого знака; писать букву е после затверделого р («река» вместо «рэка»). Критическое отношение к конференции сохранялось на протяжении всего советского периода. В книге «Гісторыя беларускай літаратурнай мовы» Льва Шакуна (1963 год, переиздана в 1984) конференции посвящён единственный абзац. В нём сказано, что мероприятие не достигло поставленной цели стандартизировать белорусский литературный язык, поскольку делегатам не удалось выработать рекомендации, соответствующие требованиям общества. Позитивные оценки в печати конференция получала в годы немецкой оккупации; пересмотр её наследия в положительном ключе активировался в 1989 году.

## Участники

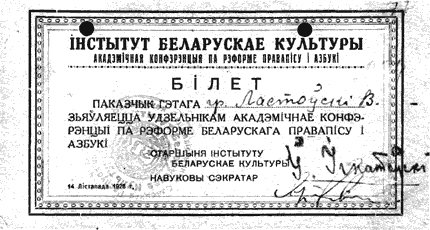
Билет участника конференции на имя Вацлава Ластовского

В конференции приняли участие 69 человек с правом решающего голоса, среди которых были члены Инбелкульта, преподаватели Белорусского государственного университета, Коммунистического университета Белоруссии, Сельскохозяйственной академии в Горках, белорусские литераторы, а также приглашённые специалисты из других стран и советских республик.
Некоторые зарубежные учёные приняли участие в конференции заочно, среди них Борис Ляпунов, Адольф Чёрный, Евгений Тимченко, Елена Курило. Ряд языковедов по тем или иным причинам отказались от приглашения на конференцию, в том числе Евфимий Карский, Лев Щерба, Михаил Грушевский, Эрих Бернекер, Александр Белич, Иван Бодуэн де Куртенэ.
Также из-за проблем с документами конференцию не посетили деятели белорусского движения из Польши: только Ян Станкевич смог получить от польских властей разрешение на поездку в Минск, но тоже не поехал в знак солидарности со своими коллегами. Среди учёных, не сумевших попасть на конференцию из Польши, был и Бронислав Тарашкевич.
Полный список участников конференции:
| #  | Имя                     | Фотография | Должность (во время конференции) | Участие в конференции |
| -- | ----------------------- | ---------- | --- | --- |
| 1  | Алесь Акулик            |            | Директор Оршанского педагогического техникума (ныне — Оршанский педагогический колледж учреждения образования «Витебский государственный университет имени П. М. Машерова»). | Член Комиссии по реформе правописания. |
| 2  | Бер Оршанский           |            | Действительный член Инбелкульта. | |
| 3  | Адам Бабареко           |            | Поэт, представитель литературно-художественного объединения «Узвышша». | Член Литературной комиссии. |
| 4  | Анатолий Богданович     |            | Доцент Белорусского университета. | Член Комиссии по реформе азбуки; член Комиссии по реформе правописания. |
| 5  | Геннадий Богданович     |            | Доцент Витебского ветеринарного института | Член Комиссии по реформе азбуки; член Комиссии по реформе правописания. |
| 6  | Николай Бойков          |            | Научный секретарь Словарной комиссии Инбелкульта | Член Комиссии по реформе правописания. |
| 7  | Антон Балицкий          |            | Народный комиссар просвещения БССР, председатель секции белорусского языка и литературы Инбелкульта.                                                                         | Член президиума конференции. |
| 8  | Евгений Боричевский     |            | Доцент Белорусского университета. | |
| 9  | Миколас Биржишка        |            | Профессор, ректор Литовского университета в Каунасе. | Член Комиссии по реформе азбуки; член Литературной комиссии. |
| 10 | Эрнестс Блесе           |            | Доцент Латвийского университета. | Член Комиссии по реформе азбуки. |
| 11 | Пётр Бузук              |            | Профессор Белорусского университета, заведующий Диалектологической комиссии Инбелкульта.                                                                                     | Доклад «Положение белорусского языка среди прочих славянских языков» (бел. «Становішча беларускай мовы сярод іншых славянскіх моваў»). Член Комиссии по реформе азбуки; член Комиссии по реформе правописания.                                                                                    |
| 12 | Николай Белуга          |            | Действительный член Инбелкульта. | |
| 13 | Иван Билькевич          |            | Директор Мстиславского педагогического техникума. | Член Комиссии по реформе правописания. |
| 14 | Александр Вознесенский  |            | Доцент Белорусского университета. | Доклад «Поэтическое искусство в новейшей белорусской литературе» (бел. «Паэтычнае мастацтва ў навейшае беларускае літаратуры»). |
| 15 | П. Волосевич            |            | Заместитель Народного комиссара просвещения БССР. | |
| 16 | Иван Витковский         |            | Доцент Коммунистического университета БССР. | |
| 17 | Иосиф Волк-Леонович     |            | Доцент кафедры истории белорусского языка Белорусского университета. | Член Комиссии по реформе правописания. |
| 18 | Александр Головинский   |            | Председатель Белорусского национального комитета в Каунасе. | Член Комиссии по реформе азбуки; член Комиссии по реформе правописания. |
| 19 | Василий Горбацевич      |            | Учитель Могилёвского педагогического техникума (ныне — Социально-гуманитарный колледж)                                                                                       | Член Литературной комиссии. |
| 20 | Максим Горецкий         |            | Доцент Горецкой сельскохозяйственной Академии. | Доклад «Национальный возрожденизм и послеоктябрьский период» (бел. «Нацыянальны адраджанізм i паслякастрычніцкі перыяд»). |
| 21 | Пётр Горчинский         |            | Доцент Ленинградского университета | Член Комиссии по реформе азбуки; член Литературной комиссии. |
| 22 | Йозеф Голомбек          |            | Доцент Варшавского университета | Доклад «Исследование белорусской литературы XIX века до 1863 г.» (бел. «Даследаванне беларускай літаратуры XIX ст. да 1863 г.»). |
| 23 | Михаил Громыко          |            | Действительный член Инбелкульта. | Член Комиссии по реформе азбуки; член Литературной комиссии. |
| 24 | Алесь Гурло             |            | Научный секретарь терминологической комиссии Инбелкульта. | Член Литературной комиссии. |
| 25 | Стефан Гельтман         |            | Ректор Коммунистического университета БССР. | Член Комиссии по реформе правописания. |
| 26 | М. Домбровский          |            | Доцент Польского педтехникума в Минске | |
| 27 | Василий Дружчиц         |            | Доцент Белорусского университета. | |
| 28 | Владимир Дубовка        |            | Представитель литературной организации «Узвышша». | |
| 29 | Константин Езовитов     |            | Редактор газеты «Голос белоруса» (Рига), председатель Белорусского научного товарищества в Латвии.                                                                           | Член Комиссии по реформе азбуки; член Комиссии по реформе правописания; член литературной комиссии. |
| 30 | Владимир Жилка          |            | Редактор журнала «Прамень» (Прага). | Член литературной комиссии. |
| 31 | Тишка Гартный           |            | Белорусский писатель. | Член литературной комиссии. |
| 32 | Иван Замотин            |            | Профессор Белорусского университета. | |
| 33 | Всеволод Игнатовский    |            | Профессор, председатель Инбелкульта. | Член президиума конференции. Член литературной комиссии. |
| 34 | Фёдор Имшенник          |            | Директор Рогачёвского педагогического техникума. | Член Комиссии по реформе азбуки; член Комиссии по реформе правописания. |
| 35 | Иосиф Кореневский       |            | Действительный член Инбелкульта. | |
| 36 | С. Котович              |            | Учитель 3-й Витебской девятилетней школы. | |
| 37 | Иван Красковский        |            | Действительный член Инбелкульта. | Член литературной комиссии. |
| 38 | Михась Чарот            |            | Действительный член Инбелкульта. | |
| 39 | Ю. Лазаревич            |            | Представитель белорусской секции смоленского губоно. | Член Комиссии по реформе азбуки. |
| 40 | Вацлав Ластовский       |            | Редактор белорусского журнала «Кривич» (Каунас). | Член Комиссии по реформе азбуки; член Комиссии по реформе правописания; член литературной комиссии. |
| 41 | Антон Лёсик             |            | Преподаватель Минского педагогического техникума. | Член Комиссии по реформе правописания. |
| 42 | Иосиф Лёсик             |            | Действительный член Инбелкульта. | Доклады о реформе белорусской азбуки (совместно с Павлом Росторгуевым) и о реформе белорусского правописания (совместно со Степаном Некрашевичем). Член президиума конференции. Член Комиссии по реформе азбуки; член Комиссии по реформе правописания.                                           |
| 43 | Иван Лобач              |            | Преподаватель Борисовского педагогического техникума. | Член Комиссии по реформе правописания. |
| 44 | Янка Купала             |            | Народный поэт БССР. | Член Комиссии по реформе правописания. |
| 45 | Василий Мочульский      |            | Научный сотрудник Инбелкульта. | Член Комиссии по реформе азбуки; член Комиссии по реформе правописания; член литературной комиссии. |
| 46 | Якуб Колас              |            | Народный поэт БССР. | Член Комиссии по реформе правописания; член литературной комиссии. |
| 47 | Сергей Мелешко          |            | Преподаватель Полоцкого педагогического техникума. | Член Комиссии по реформе азбуки; член Комиссии по реформе правописания. |
| 48 | Степан Некрашевич       |            | Председатель отдела языка и литературы Инбелкульта. | Доклад о реформе белорусского правописания (совместно с Иосифом Лёсиком), доклад «Современное состояние исследования белорусского языка» (бел. «Сучасны стан даследавання беларускай мовы»). Член президиума конференции. Член Комиссии по реформе азбуки; член Комиссии по реформе правописания. |
| 49 | Константин Нимчинов     |            | Доцент Харьковского института народного образования | Член Комиссии по реформе азбуки; член Комиссии по реформе правописания. |
| 50 | Владимир Пигулевский    |            | Директор белорусской гимназии в Люцине. | Член Комиссии по реформе азбуки; член литературной комиссии. |
| 51 | Владимир Пичета         |            | Ректор Белорусского университета. | |
| 52 | Змитрок Бядуля          |            | Белорусский писатель. | |
| 53 | Язэп Пуща               |            | Секретарь литературной комиссии Инбелкульта. | Член литературной комиссии. |
| 54 | Михаил Петухович        |            | Профессор Белорусского университета. | Доклад «Основные этапы развития новой белорусской литературы» (бел. «Асноўныя этапы развіцця новай беларускай літаратуры»). |
| 55 | Райнис                  |            | Народный поэт Латвийской ССР | Член литературной комиссии. |
| 56 | Павел Расторгуев        |            | Профессор Московского университета. | Доклад о реформе белорусской азбуки (совместно с Иосифом Лёсиком). Член Комиссии по реформе азбуки; член Комиссии по реформе правописания. |
| 57 | Дмитрий Соболевский     |            | Преподаватель Краснобережского агротехникума. | Член Комиссии по реформе правописания. |
| 58 | Иван Самкович           |            | Преподаватель Минского рабочего факультета. | Член Комиссии по реформе правописания. |
| 59 | Исаак Сербов            |            | Научный сотрудник Инбелкульта, заведующий кафедры этнографии Белорусского университета.                                                                                      | Член Комиссии по реформе азбуки; член Комиссии по реформе правописания. |
| 60 | Александр Сержпутовский |            | Действительный член Инбелкульта, Ленинград. | Член Комиссии по реформе азбуки; член Комиссии по реформе правописания. |
| 61 | Аркадий Смолич          |            | Профессор, заместитель председателя Инбелкульта. | Член президиума конференции. |
| 62 | Алесь Сенкевич          |            | Доцент Коммунистического университета БССР. | Член Литературной комиссии. |
| 63 | Иосиф Троська           |            | Редактор журнала «Асьвета». | Член Комиссии по реформе правописания. |
| 64 | Макс Фасмер             |            | Профессор Берлинского университета. | Член Комиссии по реформе азбуки; член Комиссии по реформе правописания; член литературной комиссии. |
| 65 | Александр Цвикевич      |            | Научный секретарь Инбелкульта. | Член президиума конференции. |
| 66 | Лев Цветков             |            | Доцент Белорусского университета. | Доклад «Несколько слов о белорусском элементе в польской лексике» (бел. «Некалькі слоў аб беларускім элемэнце ў польскай лексіцы»). Доклад не озвучивался на конференции, но был напечатан в сборнике материалов.                                                                                 |
| 67 | Владислав Чержинский    |            | Доцент Коммунистического университета БССР, сотрудник журнала «Полымя». | Член Комиссии по реформе азбуки; член Комиссии по реформе правописания. |
| 68 | Александр Шлюбский      |            | Научный секретарь Диалектологической комиссии Инбелкульта. | Член Комиссии по реформе азбуки. |
| 69 | Бронислав Эпимах-Шипило |            | Действительный член Инбелкульта. | Член Комиссии по реформе правописания. |